# Ендшпіль
Е́ндшпіль (нім. Endspiel — кінцева гра) — заключна стадія партії в шахах чи шашках.

## Різниця між мітельшпілем та ендшпілем
Провести межу між мітельшпілем та ендшпілем можна не завжди. Зазвичай гра переходить в ендшпіль, коли розміняна більшість фігур та немає характерних для середини гри загроз королям. Відсутність на шахівниці ферзів не є обов'язковою ознакою ендшпілю (див. Ферзевий ендшпіль). Завершення зі стратегічним планом — організувати атаку на короля та завершити її матом, майже завжди елементарні. Майже завжди в ендшпілі виникає інша стратегічна мета — провести пішака у ферзі, щоб отримати необхідну для виграшу матеріальну перевагу.

## Особливості ендшпілю
Для ендшпілю характерні деякі особливості. Король в ендшпілі — фігура активна. Він може вийти з укриття та взяти участь у боротьбі на рівних з іншими фігурами; він здатен атакувати фігури та пішаки суперника та першим увійти до табору суперника.
За малої кількості фігур на шахівниці в ендшпілі збільшується цінність кожної з них. У середині гри створення вирішальної переваги у силах на якісь частині шахівниці зазвичай є достатнім для виграшу; правильно розіграти ендшпіль — значить забезпечити максимальну активність та чітку взаємодію фігур.
Стратегічна мета ендшпілю — проведення одного з пішаків у ферзі визначає збільшену роль пішаків. Якщо у середині гри перевага в одного пішака часто не грає значної ролі, то в ендшпілі зайвий пішак у багатьох випадках є достатнім для виграшу.
У середині гри план часто визначається не лише особливостями позиції, але і стилем гри суперників, психологічним розрахунком та ін. У ендшпілі доводиться обирати шлях, характерний для того чи іншого типу ендшпілю, оскільки лише він веде до досягнення мети.
У ендшпілі стратегія (вибір правильного плану) визначається такими особливостями позиції, як матеріальна перевага, наявність пішаків, що можуть пройти у ферзі або можливість їхнього виникнення, дефекти у пішаковій структурі, ступінь активності фігур та короля та ін. Оскільки ступінь активності фігур значною мірою залежить від розташування пішаків, збільшується роль узгодженості у розташуванні фігур та пішаків: пішаки не повинні заважати діям фігур. Активізуючи власні фігури, необхідно водночас відтісняти фігури суперника, обмежуючи їхню рухливість.
У ендшпілі особливого значення набуває наявність пішакових слабкостей: фігури, що вимушені їх захищати стають пасивними та втрачають у силі. В кінці правильної стратегії в ендшпілі часто стає досягнення позиції цугцванга.

## Класифікація ендшпілю
Оскільки в ендшпілі фігур та пішаків менше ніж у мітельшпілі, він легше піддається класифікації та вивченню. Розвиток шахів супроводжувався аналізом багатьох позицій ендшпілю: в них знайдено найкращі плани сторін, точно встановлено кінцевий результат. Таким чином в ендшпілі зростає роль знань теорії. По суті більшість теоретичних позицій є логічними задачами, такими що часто мають лише одне розв'язання. Для кращої орієнтації у численних позиціях ендшпілю розроблена їхня класифікація у залежності від наявних у сторін сил.

## Пішакові ендшпілі
Пішаковий ендшпіль — специфічний різновид ендшпілю, що виникає, коли на шахівниці в обидвох гравців залишилися лише королі та пішаки.
Для пішакового ендшпілю розроблено ряд специфічних правил.

## Ключові клітини
|   | a | b | c | d | e | f | g | h |   |
| 8 | d7 чорний король · c6 чорний хрестик · d6 чорний хрестик · e6 чорний хрестик · d5 білий король · d4 білий пішак | d7 чорний король · c6 чорний хрестик · d6 чорний хрестик · e6 чорний хрестик · d5 білий король · d4 білий пішак | d7 чорний король · c6 чорний хрестик · d6 чорний хрестик · e6 чорний хрестик · d5 білий король · d4 білий пішак | d7 чорний король · c6 чорний хрестик · d6 чорний хрестик · e6 чорний хрестик · d5 білий король · d4 білий пішак | d7 чорний король · c6 чорний хрестик · d6 чорний хрестик · e6 чорний хрестик · d5 білий король · d4 білий пішак | d7 чорний король · c6 чорний хрестик · d6 чорний хрестик · e6 чорний хрестик · d5 білий король · d4 білий пішак | d7 чорний король · c6 чорний хрестик · d6 чорний хрестик · e6 чорний хрестик · d5 білий король · d4 білий пішак | d7 чорний король · c6 чорний хрестик · d6 чорний хрестик · e6 чорний хрестик · d5 білий король · d4 білий пішак | 8 |
| 7 | d7 чорний король · c6 чорний хрестик · d6 чорний хрестик · e6 чорний хрестик · d5 білий король · d4 білий пішак | d7 чорний король · c6 чорний хрестик · d6 чорний хрестик · e6 чорний хрестик · d5 білий король · d4 білий пішак | d7 чорний король · c6 чорний хрестик · d6 чорний хрестик · e6 чорний хрестик · d5 білий король · d4 білий пішак | d7 чорний король · c6 чорний хрестик · d6 чорний хрестик · e6 чорний хрестик · d5 білий король · d4 білий пішак | d7 чорний король · c6 чорний хрестик · d6 чорний хрестик · e6 чорний хрестик · d5 білий король · d4 білий пішак | d7 чорний король · c6 чорний хрестик · d6 чорний хрестик · e6 чорний хрестик · d5 білий король · d4 білий пішак | d7 чорний король · c6 чорний хрестик · d6 чорний хрестик · e6 чорний хрестик · d5 білий король · d4 білий пішак | d7 чорний король · c6 чорний хрестик · d6 чорний хрестик · e6 чорний хрестик · d5 білий король · d4 білий пішак | 7 |
| 6 | d7 чорний король · c6 чорний хрестик · d6 чорний хрестик · e6 чорний хрестик · d5 білий король · d4 білий пішак | d7 чорний король · c6 чорний хрестик · d6 чорний хрестик · e6 чорний хрестик · d5 білий король · d4 білий пішак | d7 чорний король · c6 чорний хрестик · d6 чорний хрестик · e6 чорний хрестик · d5 білий король · d4 білий пішак | d7 чорний король · c6 чорний хрестик · d6 чорний хрестик · e6 чорний хрестик · d5 білий король · d4 білий пішак | d7 чорний король · c6 чорний хрестик · d6 чорний хрестик · e6 чорний хрестик · d5 білий король · d4 білий пішак | d7 чорний король · c6 чорний хрестик · d6 чорний хрестик · e6 чорний хрестик · d5 білий король · d4 білий пішак | d7 чорний король · c6 чорний хрестик · d6 чорний хрестик · e6 чорний хрестик · d5 білий король · d4 білий пішак | d7 чорний король · c6 чорний хрестик · d6 чорний хрестик · e6 чорний хрестик · d5 білий король · d4 білий пішак | 6 |
| 5 | d7 чорний король · c6 чорний хрестик · d6 чорний хрестик · e6 чорний хрестик · d5 білий король · d4 білий пішак | d7 чорний король · c6 чорний хрестик · d6 чорний хрестик · e6 чорний хрестик · d5 білий король · d4 білий пішак | d7 чорний король · c6 чорний хрестик · d6 чорний хрестик · e6 чорний хрестик · d5 білий король · d4 білий пішак | d7 чорний король · c6 чорний хрестик · d6 чорний хрестик · e6 чорний хрестик · d5 білий король · d4 білий пішак | d7 чорний король · c6 чорний хрестик · d6 чорний хрестик · e6 чорний хрестик · d5 білий король · d4 білий пішак | d7 чорний король · c6 чорний хрестик · d6 чорний хрестик · e6 чорний хрестик · d5 білий король · d4 білий пішак | d7 чорний король · c6 чорний хрестик · d6 чорний хрестик · e6 чорний хрестик · d5 білий король · d4 білий пішак | d7 чорний король · c6 чорний хрестик · d6 чорний хрестик · e6 чорний хрестик · d5 білий король · d4 білий пішак | 5 |
| 4 | d7 чорний король · c6 чорний хрестик · d6 чорний хрестик · e6 чорний хрестик · d5 білий король · d4 білий пішак | d7 чорний король · c6 чорний хрестик · d6 чорний хрестик · e6 чорний хрестик · d5 білий король · d4 білий пішак | d7 чорний король · c6 чорний хрестик · d6 чорний хрестик · e6 чорний хрестик · d5 білий король · d4 білий пішак | d7 чорний король · c6 чорний хрестик · d6 чорний хрестик · e6 чорний хрестик · d5 білий король · d4 білий пішак | d7 чорний король · c6 чорний хрестик · d6 чорний хрестик · e6 чорний хрестик · d5 білий король · d4 білий пішак | d7 чорний король · c6 чорний хрестик · d6 чорний хрестик · e6 чорний хрестик · d5 білий король · d4 білий пішак | d7 чорний король · c6 чорний хрестик · d6 чорний хрестик · e6 чорний хрестик · d5 білий король · d4 білий пішак | d7 чорний король · c6 чорний хрестик · d6 чорний хрестик · e6 чорний хрестик · d5 білий король · d4 білий пішак | 4 |
| 3 | d7 чорний король · c6 чорний хрестик · d6 чорний хрестик · e6 чорний хрестик · d5 білий король · d4 білий пішак | d7 чорний король · c6 чорний хрестик · d6 чорний хрестик · e6 чорний хрестик · d5 білий король · d4 білий пішак | d7 чорний король · c6 чорний хрестик · d6 чорний хрестик · e6 чорний хрестик · d5 білий король · d4 білий пішак | d7 чорний король · c6 чорний хрестик · d6 чорний хрестик · e6 чорний хрестик · d5 білий король · d4 білий пішак | d7 чорний король · c6 чорний хрестик · d6 чорний хрестик · e6 чорний хрестик · d5 білий король · d4 білий пішак | d7 чорний король · c6 чорний хрестик · d6 чорний хрестик · e6 чорний хрестик · d5 білий король · d4 білий пішак | d7 чорний король · c6 чорний хрестик · d6 чорний хрестик · e6 чорний хрестик · d5 білий король · d4 білий пішак | d7 чорний король · c6 чорний хрестик · d6 чорний хрестик · e6 чорний хрестик · d5 білий король · d4 білий пішак | 3 |
| 2 | d7 чорний король · c6 чорний хрестик · d6 чорний хрестик · e6 чорний хрестик · d5 білий король · d4 білий пішак | d7 чорний король · c6 чорний хрестик · d6 чорний хрестик · e6 чорний хрестик · d5 білий король · d4 білий пішак | d7 чорний король · c6 чорний хрестик · d6 чорний хрестик · e6 чорний хрестик · d5 білий король · d4 білий пішак | d7 чорний король · c6 чорний хрестик · d6 чорний хрестик · e6 чорний хрестик · d5 білий король · d4 білий пішак | d7 чорний король · c6 чорний хрестик · d6 чорний хрестик · e6 чорний хрестик · d5 білий король · d4 білий пішак | d7 чорний король · c6 чорний хрестик · d6 чорний хрестик · e6 чорний хрестик · d5 білий король · d4 білий пішак | d7 чорний король · c6 чорний хрестик · d6 чорний хрестик · e6 чорний хрестик · d5 білий король · d4 білий пішак | d7 чорний король · c6 чорний хрестик · d6 чорний хрестик · e6 чорний хрестик · d5 білий король · d4 білий пішак | 2 |
| 1 | d7 чорний король · c6 чорний хрестик · d6 чорний хрестик · e6 чорний хрестик · d5 білий король · d4 білий пішак | d7 чорний король · c6 чорний хрестик · d6 чорний хрестик · e6 чорний хрестик · d5 білий король · d4 білий пішак | d7 чорний король · c6 чорний хрестик · d6 чорний хрестик · e6 чорний хрестик · d5 білий король · d4 білий пішак | d7 чорний король · c6 чорний хрестик · d6 чорний хрестик · e6 чорний хрестик · d5 білий король · d4 білий пішак | d7 чорний король · c6 чорний хрестик · d6 чорний хрестик · e6 чорний хрестик · d5 білий король · d4 білий пішак | d7 чорний король · c6 чорний хрестик · d6 чорний хрестик · e6 чорний хрестик · d5 білий король · d4 білий пішак | d7 чорний король · c6 чорний хрестик · d6 чорний хрестик · e6 чорний хрестик · d5 білий король · d4 білий пішак | d7 чорний король · c6 чорний хрестик · d6 чорний хрестик · e6 чорний хрестик · d5 білий король · d4 білий пішак | 1 |
|   | a | b | c | d | e | f | g | h |   |

|   | a | b | c | d | e | f | g | h |   |
| 8 | b8 чорний король · a7 чорний хрестик · b7 чорний хрестик · c7 чорний хрестик · a6 чорний хрестик · b6 білий король · c6 чорний хрестик · b5 білий пішак | b8 чорний король · a7 чорний хрестик · b7 чорний хрестик · c7 чорний хрестик · a6 чорний хрестик · b6 білий король · c6 чорний хрестик · b5 білий пішак | b8 чорний король · a7 чорний хрестик · b7 чорний хрестик · c7 чорний хрестик · a6 чорний хрестик · b6 білий король · c6 чорний хрестик · b5 білий пішак | b8 чорний король · a7 чорний хрестик · b7 чорний хрестик · c7 чорний хрестик · a6 чорний хрестик · b6 білий король · c6 чорний хрестик · b5 білий пішак | b8 чорний король · a7 чорний хрестик · b7 чорний хрестик · c7 чорний хрестик · a6 чорний хрестик · b6 білий король · c6 чорний хрестик · b5 білий пішак | b8 чорний король · a7 чорний хрестик · b7 чорний хрестик · c7 чорний хрестик · a6 чорний хрестик · b6 білий король · c6 чорний хрестик · b5 білий пішак | b8 чорний король · a7 чорний хрестик · b7 чорний хрестик · c7 чорний хрестик · a6 чорний хрестик · b6 білий король · c6 чорний хрестик · b5 білий пішак | b8 чорний король · a7 чорний хрестик · b7 чорний хрестик · c7 чорний хрестик · a6 чорний хрестик · b6 білий король · c6 чорний хрестик · b5 білий пішак | 8 |
| 7 | b8 чорний король · a7 чорний хрестик · b7 чорний хрестик · c7 чорний хрестик · a6 чорний хрестик · b6 білий король · c6 чорний хрестик · b5 білий пішак | b8 чорний король · a7 чорний хрестик · b7 чорний хрестик · c7 чорний хрестик · a6 чорний хрестик · b6 білий король · c6 чорний хрестик · b5 білий пішак | b8 чорний король · a7 чорний хрестик · b7 чорний хрестик · c7 чорний хрестик · a6 чорний хрестик · b6 білий король · c6 чорний хрестик · b5 білий пішак | b8 чорний король · a7 чорний хрестик · b7 чорний хрестик · c7 чорний хрестик · a6 чорний хрестик · b6 білий король · c6 чорний хрестик · b5 білий пішак | b8 чорний король · a7 чорний хрестик · b7 чорний хрестик · c7 чорний хрестик · a6 чорний хрестик · b6 білий король · c6 чорний хрестик · b5 білий пішак | b8 чорний король · a7 чорний хрестик · b7 чорний хрестик · c7 чорний хрестик · a6 чорний хрестик · b6 білий король · c6 чорний хрестик · b5 білий пішак | b8 чорний король · a7 чорний хрестик · b7 чорний хрестик · c7 чорний хрестик · a6 чорний хрестик · b6 білий король · c6 чорний хрестик · b5 білий пішак | b8 чорний король · a7 чорний хрестик · b7 чорний хрестик · c7 чорний хрестик · a6 чорний хрестик · b6 білий король · c6 чорний хрестик · b5 білий пішак | 7 |
| 6 | b8 чорний король · a7 чорний хрестик · b7 чорний хрестик · c7 чорний хрестик · a6 чорний хрестик · b6 білий король · c6 чорний хрестик · b5 білий пішак | b8 чорний король · a7 чорний хрестик · b7 чорний хрестик · c7 чорний хрестик · a6 чорний хрестик · b6 білий король · c6 чорний хрестик · b5 білий пішак | b8 чорний король · a7 чорний хрестик · b7 чорний хрестик · c7 чорний хрестик · a6 чорний хрестик · b6 білий король · c6 чорний хрестик · b5 білий пішак | b8 чорний король · a7 чорний хрестик · b7 чорний хрестик · c7 чорний хрестик · a6 чорний хрестик · b6 білий король · c6 чорний хрестик · b5 білий пішак | b8 чорний король · a7 чорний хрестик · b7 чорний хрестик · c7 чорний хрестик · a6 чорний хрестик · b6 білий король · c6 чорний хрестик · b5 білий пішак | b8 чорний король · a7 чорний хрестик · b7 чорний хрестик · c7 чорний хрестик · a6 чорний хрестик · b6 білий король · c6 чорний хрестик · b5 білий пішак | b8 чорний король · a7 чорний хрестик · b7 чорний хрестик · c7 чорний хрестик · a6 чорний хрестик · b6 білий король · c6 чорний хрестик · b5 білий пішак | b8 чорний король · a7 чорний хрестик · b7 чорний хрестик · c7 чорний хрестик · a6 чорний хрестик · b6 білий король · c6 чорний хрестик · b5 білий пішак | 6 |
| 5 | b8 чорний король · a7 чорний хрестик · b7 чорний хрестик · c7 чорний хрестик · a6 чорний хрестик · b6 білий король · c6 чорний хрестик · b5 білий пішак | b8 чорний король · a7 чорний хрестик · b7 чорний хрестик · c7 чорний хрестик · a6 чорний хрестик · b6 білий король · c6 чорний хрестик · b5 білий пішак | b8 чорний король · a7 чорний хрестик · b7 чорний хрестик · c7 чорний хрестик · a6 чорний хрестик · b6 білий король · c6 чорний хрестик · b5 білий пішак | b8 чорний король · a7 чорний хрестик · b7 чорний хрестик · c7 чорний хрестик · a6 чорний хрестик · b6 білий король · c6 чорний хрестик · b5 білий пішак | b8 чорний король · a7 чорний хрестик · b7 чорний хрестик · c7 чорний хрестик · a6 чорний хрестик · b6 білий король · c6 чорний хрестик · b5 білий пішак | b8 чорний король · a7 чорний хрестик · b7 чорний хрестик · c7 чорний хрестик · a6 чорний хрестик · b6 білий король · c6 чорний хрестик · b5 білий пішак | b8 чорний король · a7 чорний хрестик · b7 чорний хрестик · c7 чорний хрестик · a6 чорний хрестик · b6 білий король · c6 чорний хрестик · b5 білий пішак | b8 чорний король · a7 чорний хрестик · b7 чорний хрестик · c7 чорний хрестик · a6 чорний хрестик · b6 білий король · c6 чорний хрестик · b5 білий пішак | 5 |
| 4 | b8 чорний король · a7 чорний хрестик · b7 чорний хрестик · c7 чорний хрестик · a6 чорний хрестик · b6 білий король · c6 чорний хрестик · b5 білий пішак | b8 чорний король · a7 чорний хрестик · b7 чорний хрестик · c7 чорний хрестик · a6 чорний хрестик · b6 білий король · c6 чорний хрестик · b5 білий пішак | b8 чорний король · a7 чорний хрестик · b7 чорний хрестик · c7 чорний хрестик · a6 чорний хрестик · b6 білий король · c6 чорний хрестик · b5 білий пішак | b8 чорний король · a7 чорний хрестик · b7 чорний хрестик · c7 чорний хрестик · a6 чорний хрестик · b6 білий король · c6 чорний хрестик · b5 білий пішак | b8 чорний король · a7 чорний хрестик · b7 чорний хрестик · c7 чорний хрестик · a6 чорний хрестик · b6 білий король · c6 чорний хрестик · b5 білий пішак | b8 чорний король · a7 чорний хрестик · b7 чорний хрестик · c7 чорний хрестик · a6 чорний хрестик · b6 білий король · c6 чорний хрестик · b5 білий пішак | b8 чорний король · a7 чорний хрестик · b7 чорний хрестик · c7 чорний хрестик · a6 чорний хрестик · b6 білий король · c6 чорний хрестик · b5 білий пішак | b8 чорний король · a7 чорний хрестик · b7 чорний хрестик · c7 чорний хрестик · a6 чорний хрестик · b6 білий король · c6 чорний хрестик · b5 білий пішак | 4 |
| 3 | b8 чорний король · a7 чорний хрестик · b7 чорний хрестик · c7 чорний хрестик · a6 чорний хрестик · b6 білий король · c6 чорний хрестик · b5 білий пішак | b8 чорний король · a7 чорний хрестик · b7 чорний хрестик · c7 чорний хрестик · a6 чорний хрестик · b6 білий король · c6 чорний хрестик · b5 білий пішак | b8 чорний король · a7 чорний хрестик · b7 чорний хрестик · c7 чорний хрестик · a6 чорний хрестик · b6 білий король · c6 чорний хрестик · b5 білий пішак | b8 чорний король · a7 чорний хрестик · b7 чорний хрестик · c7 чорний хрестик · a6 чорний хрестик · b6 білий король · c6 чорний хрестик · b5 білий пішак | b8 чорний король · a7 чорний хрестик · b7 чорний хрестик · c7 чорний хрестик · a6 чорний хрестик · b6 білий король · c6 чорний хрестик · b5 білий пішак | b8 чорний король · a7 чорний хрестик · b7 чорний хрестик · c7 чорний хрестик · a6 чорний хрестик · b6 білий король · c6 чорний хрестик · b5 білий пішак | b8 чорний король · a7 чорний хрестик · b7 чорний хрестик · c7 чорний хрестик · a6 чорний хрестик · b6 білий король · c6 чорний хрестик · b5 білий пішак | b8 чорний король · a7 чорний хрестик · b7 чорний хрестик · c7 чорний хрестик · a6 чорний хрестик · b6 білий король · c6 чорний хрестик · b5 білий пішак | 3 |
| 2 | b8 чорний король · a7 чорний хрестик · b7 чорний хрестик · c7 чорний хрестик · a6 чорний хрестик · b6 білий король · c6 чорний хрестик · b5 білий пішак | b8 чорний король · a7 чорний хрестик · b7 чорний хрестик · c7 чорний хрестик · a6 чорний хрестик · b6 білий король · c6 чорний хрестик · b5 білий пішак | b8 чорний король · a7 чорний хрестик · b7 чорний хрестик · c7 чорний хрестик · a6 чорний хрестик · b6 білий король · c6 чорний хрестик · b5 білий пішак | b8 чорний король · a7 чорний хрестик · b7 чорний хрестик · c7 чорний хрестик · a6 чорний хрестик · b6 білий король · c6 чорний хрестик · b5 білий пішак | b8 чорний король · a7 чорний хрестик · b7 чорний хрестик · c7 чорний хрестик · a6 чорний хрестик · b6 білий король · c6 чорний хрестик · b5 білий пішак | b8 чорний король · a7 чорний хрестик · b7 чорний хрестик · c7 чорний хрестик · a6 чорний хрестик · b6 білий король · c6 чорний хрестик · b5 білий пішак | b8 чорний король · a7 чорний хрестик · b7 чорний хрестик · c7 чорний хрестик · a6 чорний хрестик · b6 білий король · c6 чорний хрестик · b5 білий пішак | b8 чорний король · a7 чорний хрестик · b7 чорний хрестик · c7 чорний хрестик · a6 чорний хрестик · b6 білий король · c6 чорний хрестик · b5 білий пішак | 2 |
| 1 | b8 чорний король · a7 чорний хрестик · b7 чорний хрестик · c7 чорний хрестик · a6 чорний хрестик · b6 білий король · c6 чорний хрестик · b5 білий пішак | b8 чорний король · a7 чорний хрестик · b7 чорний хрестик · c7 чорний хрестик · a6 чорний хрестик · b6 білий король · c6 чорний хрестик · b5 білий пішак | b8 чорний король · a7 чорний хрестик · b7 чорний хрестик · c7 чорний хрестик · a6 чорний хрестик · b6 білий король · c6 чорний хрестик · b5 білий пішак | b8 чорний король · a7 чорний хрестик · b7 чорний хрестик · c7 чорний хрестик · a6 чорний хрестик · b6 білий король · c6 чорний хрестик · b5 білий пішак | b8 чорний король · a7 чорний хрестик · b7 чорний хрестик · c7 чорний хрестик · a6 чорний хрестик · b6 білий король · c6 чорний хрестик · b5 білий пішак | b8 чорний король · a7 чорний хрестик · b7 чорний хрестик · c7 чорний хрестик · a6 чорний хрестик · b6 білий король · c6 чорний хрестик · b5 білий пішак | b8 чорний король · a7 чорний хрестик · b7 чорний хрестик · c7 чорний хрестик · a6 чорний хрестик · b6 білий король · c6 чорний хрестик · b5 білий пішак | b8 чорний король · a7 чорний хрестик · b7 чорний хрестик · c7 чорний хрестик · a6 чорний хрестик · b6 білий король · c6 чорний хрестик · b5 білий пішак | 1 |
|   | a | b | c | d | e | f | g | h |   |

Ключовими клітинами називають такі клітини, зайняття яких королем забезпечує перемогу (для гравця, що володіє перевагою) або нічию (для гравця, що захищається) незалежно від черги ходу.
У закінченні король та пішак проти короля при розташуванні білого короля на п'ятій горизонталі та на тій самій вертикалі, що й король білого пішака, на четвертій горизонталі ключовими клітинами є три клітини безпосередньо перед королем. У разі якщо білому королю вдасться зайняти одну з цих клітини, чорний король не в змозі перешкодити проходженню білого пішака у ферзі.
- Коневі ендшпілі
- Змішані ендшпілі
- Слон проти коня
- Тура проти легкої фігури
- Ферзь проти тури
- Ферзь проти легкої фігури
- Важкофігурні ендшпілі
- Турові ендшпілі
- Ферзеві ендшпілі
- Тура та пішак проти тури